# Lijst van afleveringen van Columbo
Dit is een lijst met afleveringen van de Amerikaanse televisieserie Columbo. De serie telt twee pilots, zeven seizoenen van gezamenlijk 43 afleveringen en daarna (na een pauze van elf jaar) nog eens 24 losse afleveringen (in totaal dus 69 afleveringen). Op de regio 2-dvd's van de reeks zijn deze 24 losse afleveringen onderverdeeld in termen van seizoenen. Een overzicht van alle afleveringen is hieronder te vinden.

## Pilots
- #01 - Prescription: Murder (20-02-1968)
- #02 - Ransom for a Dead Man (01-03-1971)

## Seizoen 1
- #03 - Murder by the Book (15-09-1971)
- #04 - Death Lends a Hand (06-10-1971)
- #05 - Dead Weight (27-10-1971)
- #06 - Suitable for Framing (17-11-1971)
- #07 - Lady in Waiting (15-12-1971)
- #08 - Short Fuse (19-01-1972)
- #09 - Blueprint for Murder (09-02-1972)

## Seizoen 2
- #10 - Étude in Black (17-9-1972)
- #11 - The Greenhouse Jungle (15-10-1972)
- #12 - The Most Crucial Game (5-11-1972)
- #13 - Dagger of the Mind (26-11-1972)
- #14 - Requiem for a Falling Star (21-1-1973)
- #15 - A Stitch in Crime (11-2-1973)
- #16 - The Most Dangerous Match (4-3-1973)
- #17 - Double Shock (25-3-1973)

## Seizoen 3
- #18 - Lovely but Lethal (23-09-1973)
- #19 - Any Old Port in a Storm (07-10-1973)
- #20 - Candidate for Crime (04-11-1973)
- #21 - Double Exposure (16-12-1973)
- #22 - Publish or Perish (18-01-1974)
- #23 - Mind over Mayhem (18-02-1974)
- #24 - Swan Song (03-03-1974)
- #25 - A Friend in Deed (05-05-1974)

## Seizoen 4
- #26 - An Exercise in Fatality (15-09-1974)
- #27 - Negative Reaction (15-10-1974)
- #28 - By Dawn's Early Light (27-10-1974)
- #29 - Troubled Waters (09-02-1975)
- #30 - Playback (02-03-1975)
- #31 - A Deadly State of Mind (27-04-1975)

## Seizoen 5
- #32 - Forgotten Lady (14-09-1975)
- #33 - A Case of Immunity (12-10-1975)
- #34 - Identity Crisis (02-11-1975)
- #35 - A Matter of Honor (01-02-1976)
- #36 - Now You See Him (29-02-1976)
- #37 - Last Salute to the Commodore (02-05-1976)

## Seizoen 6
- #38 - Fade in to Murder (10-10-1976)
- #39 - Old Fashioned Murder (28-11-1976)
- #40 - The Bye-bye Sky High I.Q. Murder Case (22-05-1977)

## Seizoen 7
- #41 - Try and Catch Me (21-11-1977)
- #42 - Murder under Glass (30-01-1978)
- #43 - Make Me a Perfect Murder (28-02-1978)
- #44 - How to Dial a Murder (15-04-1978)
- #45 - The Conspirators (13-05-1978)

## Losse afleveringen
- #46 - Columbo Goes to the Guillotine (06-02-1989)
- #47 - Murder, Smoke and Shadows (27-02-1989)
- #48 - Sex and the Married Detective (03-04-1989)
- #49 - Grand Deceptions (01-05-1989)
- #50 - Murder, a Self Portrait (25-11-1989)
- #51 - Columbo Cries Wolf (20-01-1990)
- #52 - Agenda for Murder (10-02-1990)
- #53 - Rest in Peace, Mrs. Columbo (31-03-1990)
- #54 - Uneasy Lies the Crown (28-04-1990)
- #55 - Murder in Malibu (14-05-1990)
- #56 - Columbo Goes to College (09-12-1990)
- #57 - Murder Can Be Hazardous to Your Health (20-02-1991)
- #58 - Columbo and the Murder of a Rock Star (29-04-1991)
- #59 - Death Hits the Jackpot (15-12-1991)
- #60 - No Time to Die (15-03-1992)
- #61 - A Bird in the Hand... (22-11-1992)
- #62 - It's All in the Game (31-10-1993)
- #63 - Butterfly in Shades of Grey (10-01-1994)
- #64 - Undercover (02-05-1994)
- #65 - Strange Bedfellows (08-05-1995)
- #66 - A Trace of Murder (15-05-1997)
- #67 - Ashes to Ashes (08-10-1998)
- #68 - Murder with Too Many Notes (12-03-2001)
- #69 - Columbo Likes the Nightlife (30-01-2003)